# Аргиншаєв Сакипкерей Жармалович
Сакипкерей Жармалович Аргиншаєв (каз. Сақыпкерей Жармаұлы Арғыншиев; 1887 — 15 лютого 1938) — казахський соціолог, радянський партійний і державний діяч, у серпні 1920 року виконував обов'язки голови Революційного комітету з управління Киргизьким (Казахським) краєм.

## Життєпис
Навчався в Уральську й Воронежі, займався революційною діяльністю.
1907 року був заарештований та засланий до Іркутська. 1917 року, після Лютневої революції, повернувся на батьківщину та зайнявся політичною діяльністю. У 1918—1919 роках обіймав посаду комісара з питань національностей Уральського регіону, член обласної ради. 1920 року став членом ревкому Казахської РСР, у серпні того ж року фактично виконував обов'язки голови уряду Казахстану. Від 1921 до 1927 року займав пост голови Верховного трибуналу Казахської РСР та члена Ради народного комісаріату юстиції. 1927 року був звільнений з посади за опозицію до політики Голощокіна.
14 серпня 1937 року був заарештований як «ворог народу», розстріляний 15 лютого 1938 року. Реабілітований 13 липня 1957.